# Voie romaine d'Agrippa
On appelle voie romaine d'Agrippa, en latin via Agrippensis, une voie romaine construite au Ier siècle av. J.-C. en Gaule par Marcus Vipsanius Agrippa, à qui Octave (futur empereur Auguste) avait confié le gouvernorat des conquêtes de Jules César. 
Agrippa est à l'origine de quatre voies partant de Lyon (Lugdunum), résidence du gouverneur romain, et allant vers Amiens, Saintes, Arles et Trèves, c'est-à-dire vers le nord, l'ouest, le sud et le nord-est, formant ce qu'on appelle aussi le réseau d'Agrippa.
La dénomination via Agrippa qui est parfois utilisée est erronée du point de vue de la grammaire latine.

## Contexte
Après la Gaule narbonnaise conquise en -120 (et rapidement dotée de la voie Domitienne), la Gaule chevelue est conquise par Jules César, proconsul de Gaule cisalpine et de Gaule narbonnaise, de -58 à -51. César devient ensuite maître de Rome après une guerre civile contre Pompée, mais est assassiné en -44. Son héritage échoit à son fils adoptif, Marcus Iulius Octavianus (« Octavien », futur empereur Auguste), qui, allié avec Marc Antoine, mène la guerre contre les sénateurs républicains (Brutus, Cicéron).
En -43, le gouverneur de Gaule, Lucius Munatius Plancus, allié de Marc Antoine, fonde la colonie romaine de Lugdunum (Lyon), dont il fait sa résidence de gouverneur (au lieu de Narbonne). 
En -39, Octavien place à la tête des Gaules un proche, Marcus Vipsanius Agrippa (-63/-12), qui doit rétablir l'ordre dans certaines parties des conquêtes de César, puis lance un vaste chantier de construction de voies romaines, élément fondamental de la domination de Rome sur des régions mal pacifiées, afin de faire circuler facilement les légions. 

## Les quatre voies du réseau d'Agrippa
Le géographe grec Strabon (-63/23) en indique les grandes lignes dans sa Géographie : 
« Agrippa a choisi Lugdunum pour en faire le point de départ des grands chemins de la Gaule, lesquels sont au nombre de quatre et aboutissent, le premier, chez les Santons et en Aquitaine, le second au Rhin, le troisième à l'Océan et le quatrième dans la Narbonnaise et à la côte massaliotique ».

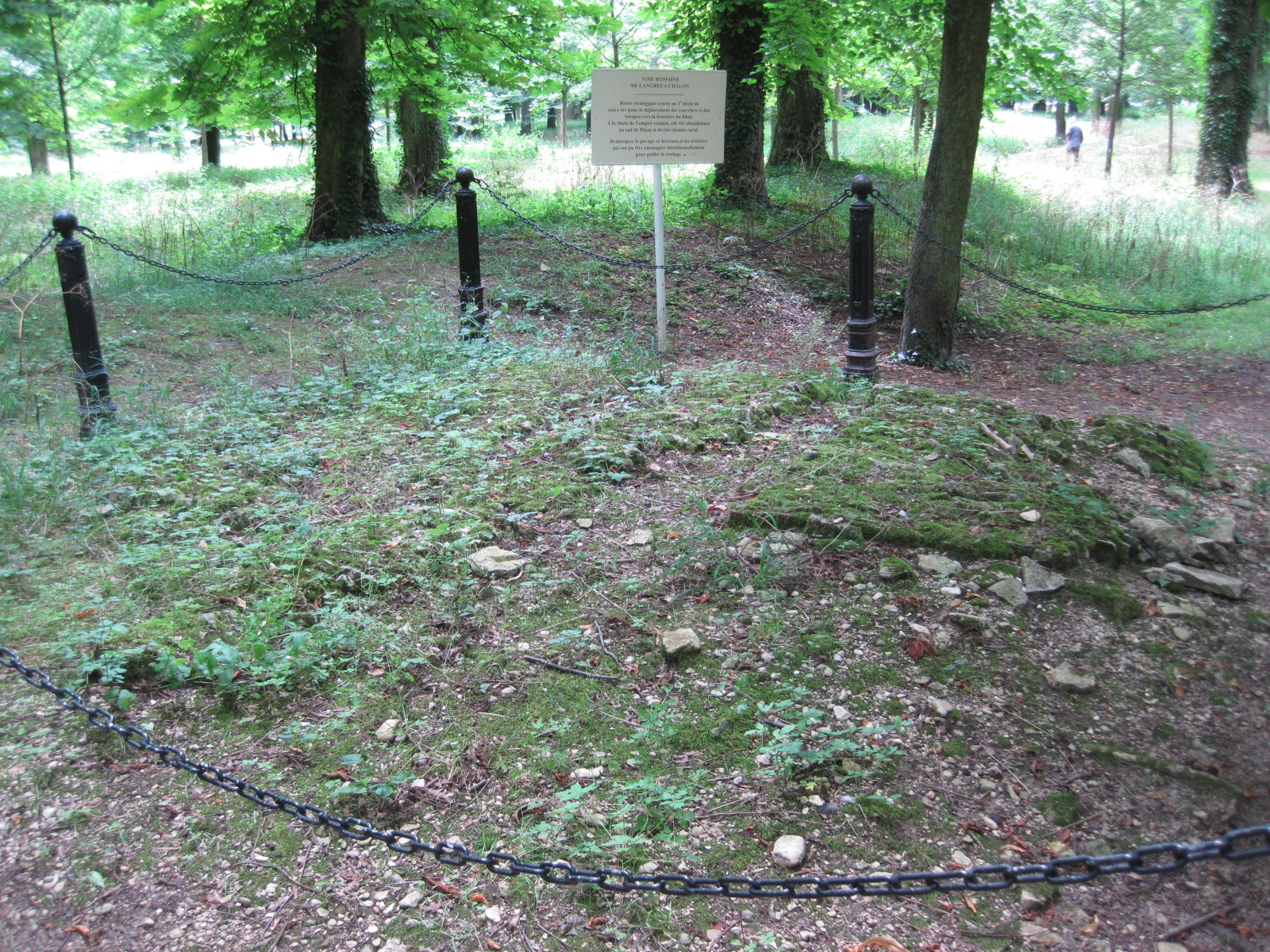
Vestige au parc de la Colombière de Divio (Dijon) de la via Agrippa qui relie Langres à Chalon-sur-Saône.

Le réseau d'Agrippa se compose donc de quatre voies partant de Lyon, qui sont, dans l'ordre suivi par Strabon :
- la voie de Lyon à Saintes, chef-lieu de la cité des Santons (et par la suite aussi premier chef-lieu de la province de Gaule aquitaine, créée sous le règne d'Auguste) ;
- la voie de Lyon à Trèves (chef-lieu des Trévires) par Chalon-sur-Saône, Langres (chef-lieu des Lingons) et Metz (chef-lieu des Médiomatriques), par la suite prolongée jusqu'à Cologne, sur le Rhin, frontière entre l'empire et la Germanie non soumise ;
- la voie de Lyon à Boulogne-sur-Mer (Gesoriacum) par Chalon-sur-Saône, Châlons-en-Champagne, Reims, Beauvais, Amiens[réf. nécessaire], voie qui pour les Romains mène à l'Océan périphérique (les notions de « Manche » et de « mer du Nord » n'étant pas en usage à cette époque) ;
- la voie de Lyon à Arles, qui est en quasi totalité dans la province pacifiée de Narbonnaise ; à Arles, elle se raccorde à la voie Domitienne, qui par le col de Montgenèvre établit une liaison terrestre entre l'Italie (noeud routier de Plaisance) et l'Hispanie, conquise durant les guerres puniques.

Les deux dernières réunies forment un ensemble sud-nord (Arles-Boulogne) qui est parfois appelé voie romaine d'Agrippa de l'Océan.
Les historiens s’accordent pour situer la construction de ces voies du vivant d'Agrippa, mais ils envisagent des datations différentes :
- en 39-38 av. J.-C. selon Jean Dautry (Guide romain antique)[4], donc avant qu'Octavien devienne Auguste (-27) ;
- en 22-21 av. J.-C. selon Pierre Gros[3] ;
- entre 16 et 13 av. J.-C. selon Paul Petit[5].

Plusieurs voies romaines de Gaule ont été incorrectement attribuées par la suite au réseau d'Agrippa, alors qu'elles « ne sont absolument pas mentionnées dans les quatre axes énumérés par Strabon ».

## La voie d'Agrippa de Lyon à Arles
Cette voie constitue la partie sud de ce qu'on appelle parfois la voie romaine d'Agrippa de l'Océan (d'Arles à Boulogne par Lyon).

### Vue d'ensemble

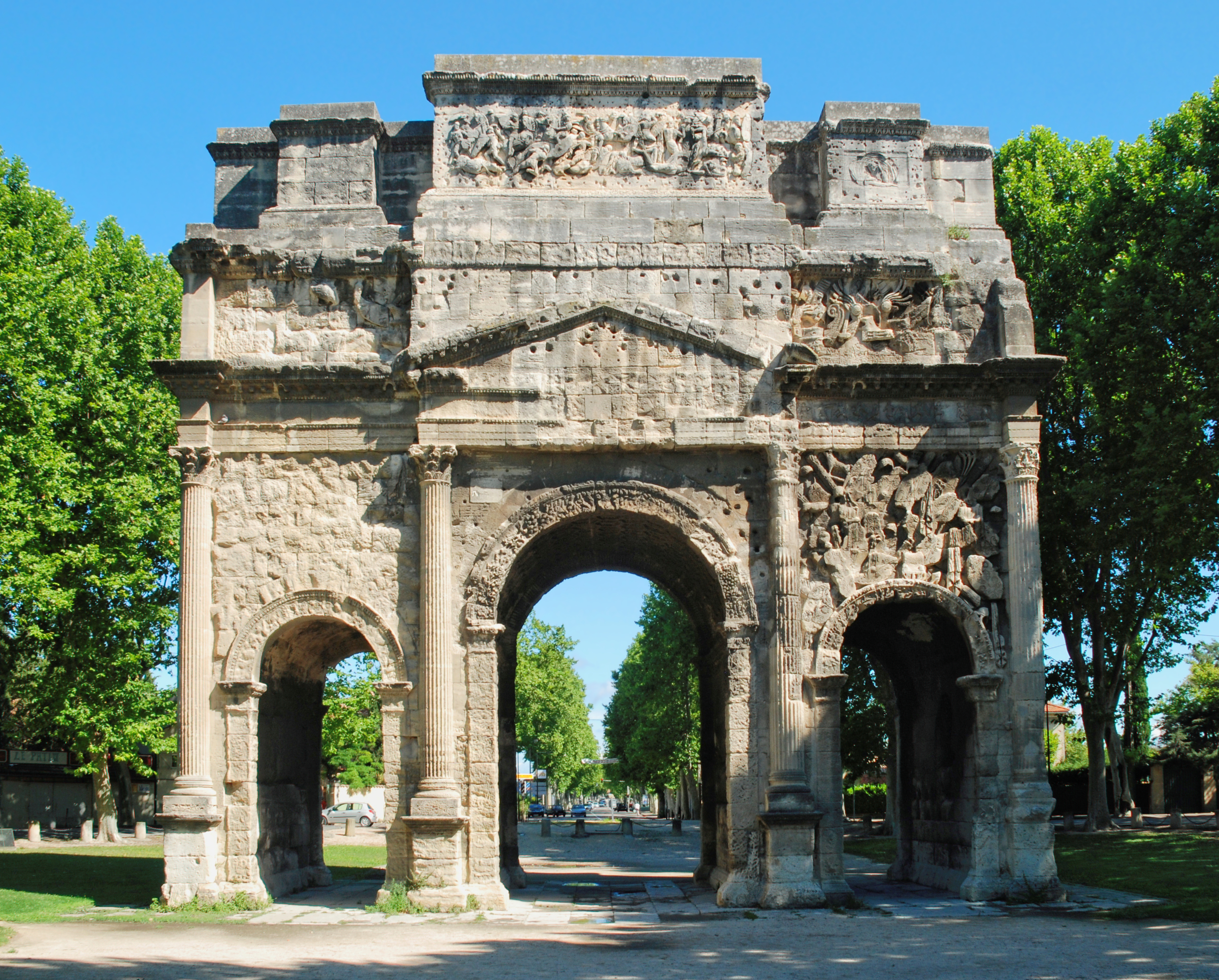
L'arc antique d'Orange, qui marque l'entrée nord d'Arausio (aujourd'hui Orange).

Dès la période protohistorique (notamment à l'âge du fer), une voie existe à quelque distance du Rhône et des embouchures de ses affluents, préférant passer sur les premiers escarpements des collines plutôt que dans la plaine parfois marécageuse [réf. souhaitée]. Sous l'impulsion d’Auguste, Agrippa aménage une voie proche du Rhône mais accrochée autant que faire se peut au pied des collines[réf. nécessaire]. 
Entre Arles (Arelate) et Lyon (Lugdunum), cet axe situé sur la rive gauche (orientale) du fleuve traverse des localités d'importance diverse : 
- villes : Avignon, Orange (Arausio Secundanorum), Montélimar, Valence (Valentia), Vienne (Vienna) ;
- relais (mutationes) où l’on pouvait changer (mutare) les équipages (notamment les chevaux) des courriers du cursus publicus et des voyageurs ; ces relais peuvent générer une agglomération plus ou moins importante (vicus).

Le raccordement à la voie Domitienne a lieu précisément à Ernaginum, aujourd'hui Saint-Gabriel dans la commune de Tarascon, quelques kilomètres au nord d'Arles. À noter qu'il n'existe à cette époque aucun pont sur le Rhône en aval de Lyon (traversée par bateaux).
Au IIe siècle, la voie d'Agrippa est doublée sur la rive droite du Rhône par la voie d'Antonin (ou voie des Helviens).

### Traces de la voie dans le pays de Valence

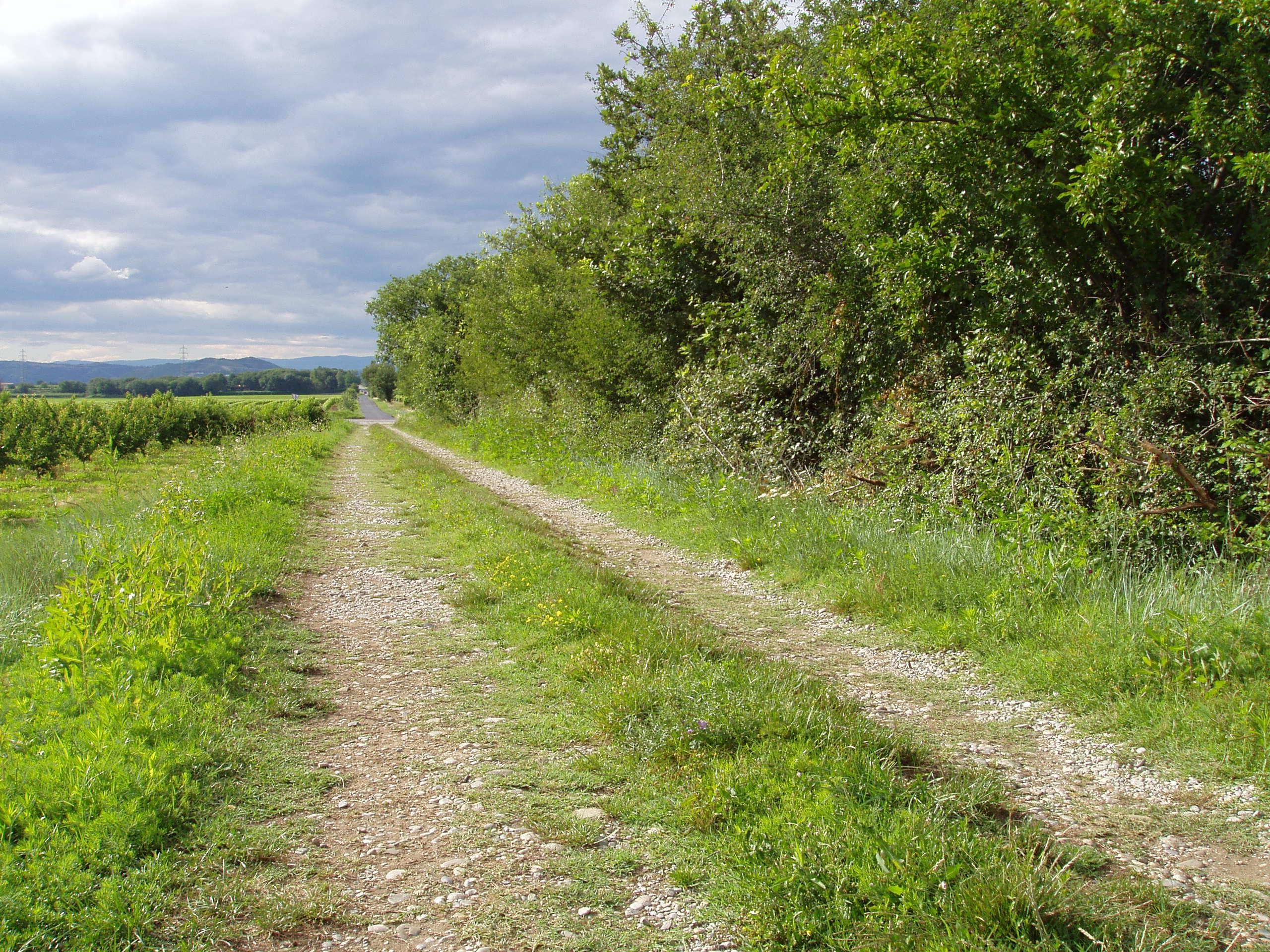
Le chemin et la route communale reprenant le tracé de la voie d’Agrippa, près de Beaumont-Monteux (Drôme).

Il semble que, sur le territoire de la colonie de Valentia (Valence, chef-lieu du département de la Drôme), le tracé de cette voie était à peu près identique à celui de la route nationale 7, à ceci près que la voie évitait les zones de confluence alors marécageuses. 
Ainsi, au nord de l’Isère, la voie romaine passe à l'est de la nationale : après le carrefour des Sept Chemins, elle poursuit en direction du sud vers Beaumont-Monteux au niveau de la D 101, sur une route communale puis un chemin dotés d'un tracé rectiligne caractéristique des routes romaines. Ces voies constituent aujourd’hui la limite entre les communes (anciennes paroisses) de Beaumont-Monteux et Pont-de-l'Isère. Non loin de là, le toponyme « Vie Magné » (du latin via magna) dans la commune de Beaumont témoigne du passage en ces lieux d’une « grande route ». 
Longeant de plus ou moins près la rive gauche du Rhône, elle franchit l'Isère par la pont de la Déesse, un peu en aval de Châteauneuf-sur-Isère, à un endroit où le cours de la rivière est bien fixé dans la molasse.
Au sud de la rivière Drôme, en revanche, c'est-à-dire entre Loriol et Saulce, la voie romaine passe à environ 750 mètres à l'ouest de la RN 7. Localement, elle est appelée « ancienne route de Saulce » et c'est sur ce tronçon que se trouvait la mutatio Bantiana, un relais cité dans l'Itinéraire de Bordeaux à Jérusalem (333) ainsi que sur la table de Peutinger. Le toponyme existe toujours (quartier de Bance ou des Bances) à Saulce. Rien de l'ancienne voie n'y est plus visible, mais de nombreuses pièces romaines y ont été trouvées et des fragments de poterie et de briques rouges parsèment encore les champs.

### Bornes milliaires

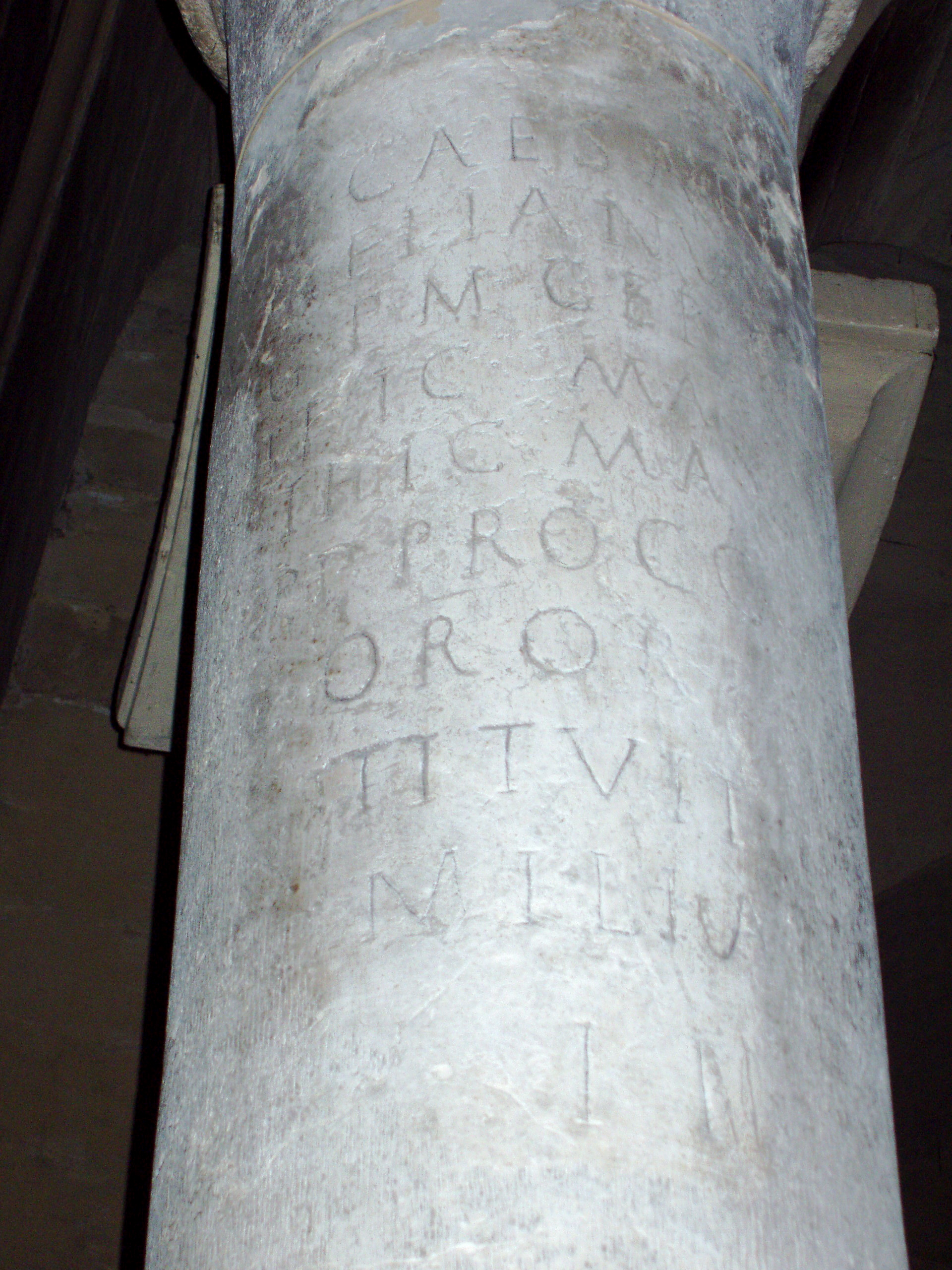
Borne milliaire de la via Agrippa (cathédrale de Valence, Drôme)

Comme les autres grandes voies romaines, la voie d'Agrippa est jalonnée de colonnes en pierre nommées bornes milliaires (ou simplement milliaires), marquant chaque mille romain à partir de la borne origine : elles indiquent le nom du magistrat ou de l’empereur qui les a fait ériger ou réparer, ainsi que la distance en milles avec des points de référence (capita viae) qui, pour la via Agrippa, étaient Vienne, Valence et Avignon.
Sur les vingt-deux milliaires retrouvées pour cette voie, on peut citer la sixième à partir de Valence, qui se trouve dans le parc de la propriété de La Paillasse (commune d'Étoile-sur-Rhône). Elle porte le nom de l'empereur Antonin le Pieux (règne de 138 à 161) et devait à l'origine se trouver à moins de 2 km au nord de son emplacement actuel, où elle a été placée en 1757. 
Autre exemple, la troisième ou quatrième borne, qui a été utilisée au Moyen Âge en réemploi dans le déambulatoire de la cathédrale Saint-Apollinaire de Valence (photographie ci-contre). Cette borne, qui daterait de 274 ou 275 ap. J.-C., porte l'inscription suivante :

Inscription sur la borne milliaire de la cathédrale de Valence

(En gras : texte de l'inscription ; entre crochets : restitution des lettres effacées ou difficilement lisibles ; entre parenthèses : restitution des abréviations utilisées dans les inscriptions romaines ;  ? : point problématique)

IMP(ERATOR) CAESAR L(UCIUS) DOMIT[IUS]

AURELIANU[S] P(IUS) [F](ELIX) INV[I]CT[US]

[AU]G(USTUS) P(ONTIFEX) MA(XIMUS) GER[MANIC](US) [MAX](IMUS)

[GO]THIC(US) MA[X](IMUS) [CARPIC](US) [MAX](IMUS) ?

[PAR]THIC(US) MA[X](IMUS) [TRIB](UNICIA) [POT](ESTATE) [VI CO](NSUL) ?

[III] P(ATER) [P](ATRIA) PROCO(N)[S](UL) [PACATOR ET RES]

[TITUT]OR ORB(IS) [REFECIT ET]

[R]ESTITUIT […]

MILIA [PASSUUM]

I[I] II ?

soit : « L'empereur César Lucius Domitien Aurélien, pieux, heureux, invincible, auguste, souverain pontife, Germanique très grand, Gothique très grand, Carpique très grand, Parthique très grand, revêtu de la puissance tribunicienne pour la... fois, consul... fois, père de la patrie, proconsul, restituteur et pacificateur de l'univers, a réparé la route. 3 (ou 4 ?) milles (de Valence). » Il s'agit sans doute de l'empereur Aurélien, qui règne de 270 à 275.